# تيري لونغ (لاعب كرة قدم أمريكية)
تيري لونغ (بالإنجليزية: Terry Long)‏ هو لاعب كرة قدم أمريكية أمريكي، ولد في 21 يوليو 1959 في كولومبيا في الولايات المتحدة، وتوفي في 7 يونيو 2005 في بيتسبرغ في الولايات المتحدة بسبب تسمم.

## وصلات خارجية
- تيري لونغ على موقع إن إن دي بي (الإنجليزية)